# Liste der Nummer-eins-Hits in Neuseeland (1980)
Dies ist eine Liste der Nummer-eins-Hits in Neuseeland im Jahr 1980. Sie basiert auf den offiziellen Single und Albums Top 40, die im Auftrag von Recorded Music NZ, dem neuseeländischen Vertreter der IFPI, ermittelt werden. Es gab in diesem Jahr 17 Nummer-eins-Singles und 16 Nummer-eins-Alben.

## Singles
| ← 1979 ← | Liste der Nummer-eins-Hits in Neuseeland | Liste der Nummer-eins-Hits in Neuseeland | Liste der Nummer-eins-Hits in Neuseeland | 1981 →                    |
| \| Zeitraum \| Wo. ges. \| Interpret \| Titel Autor(en) \| Zusätzliche Informationen \| \| (Zeitraum, Wochen auf Platz eins, Interpret, Titel, Autor[en], zusätzliche Informationen) \| \| \| \| \| \| ----------------------------------------------------------------------------------------- \| -------- \| -------------------- \| --------------------------------- \| ------------------------- \| \| 2. Dezember 1979 – 26. Januar 1980 8 Wochen \| 8 \| Jon Stevens \| Jezebel \| – \| \| 27. Januar 1980 – 9. Februar 1980 2 Wochen \| 2 \| Jon Stevens \| Montego Bay \| – \| \| 10. Februar 1980 – 15. März 1980 5 Wochen \| 5 \| Pink Floyd \| Another Brick in the Wall, Part 2 \| – \| \| 16. März 1980 – 5. April 1980 3 Wochen \| 3 \| Split Enz \| I Got You \| – \| \| 6. April 1980 – 19. April 1980 2 Wochen \| 2 \| Ry Cooder \| Little Sister \| – \| \| 20. April 1980 – 17. Mai 1980 4 Wochen \| 4 \| Smokey Robinson \| Cruisin’ \| – \| \| 18. Mai 1980 – 24. Mai 1980 1 Woche \| 1 \| Dr. Hook \| Sexy Eyes \| – \| \| 25. Mai 1980 – 31. Mai 1980 1 Woche \| 1 \| Peaches & Herb \| I Pledge My Love \| – \| \| 1. Juni 1980 – 12. Juli 1980 6 Wochen \| 6 \| The Brothers Johnson \| Stomp \| – \| \| 13. Juli 1980 – 19. Juli 1980 1 Woche \| 1 \| Lipps, Inc. \| Funkytown \| – \| \| 20. Juli 1980 – 16. August 1980 4 Wochen (insgesamt 7) \| 7 \| Ritz \| Locomotion \| – \| \| 17. August 1980 – 23. August 1980 1 Woche \| 1 \| Major Matchbox \| Rockabilly Rebel \| – \| \| 24. August 1980 – 13. September 1980 3 Wochen (insgesamt 7) \| 7 \| Ritz \| Locomotion \| – \| \| 14. September 1980 – 11. Oktober 1980 4 Wochen \| 4 \| UB40 \| Food for Thought \| – \| \| 12. Oktober 1980 – 1. November 1980 3 Wochen \| 3 \| Diana Ross \| Upside Down \| – \| \| 2. November 1980 – 29. November 1980 4 Wochen \| 4 \| Stevie Wonder \| Master Blaster (Jammin’) \| – \| \| 30. November 1980 – 20. Dezember 1980 3 Wochen \| 3 \| Pointer Sisters \| He’s So Shy \| – \| \| 21. Dezember 1980 – 14. Februar 1981 8 Wochen \| 8 \| Joe Dolce \| Shaddap You Face \| – \| |                                          |                                          |                                          |                           |
| ← 1979 |                                          |                                          |                                          | → 1981 →                  |
| Zeitraum | Wo. ges.                                 | Interpret                                | Titel Autor(en)                          | Zusätzliche Informationen |
| (Zeitraum, Wochen auf Platz eins, Interpret, Titel, Autor[en], zusätzliche Informationen) |                                          |                                          |                                          |                           |
| 2. Dezember 1979 – 26. Januar 1980 8 Wochen | 8                                        | Jon Stevens                              | Jezebel                                  | –                         |
| 27. Januar 1980 – 9. Februar 1980 2 Wochen | 2                                        | Jon Stevens                              | Montego Bay                              | –                         |
| 10. Februar 1980 – 15. März 1980 5 Wochen | 5                                        | Pink Floyd                               | Another Brick in the Wall, Part 2        | –                         |
| 16. März 1980 – 5. April 1980 3 Wochen | 3                                        | Split Enz                                | I Got You                                | –                         |
| 6. April 1980 – 19. April 1980 2 Wochen | 2                                        | Ry Cooder                                | Little Sister                            | –                         |
| 20. April 1980 – 17. Mai 1980 4 Wochen | 4                                        | Smokey Robinson                          | Cruisin’                                 | –                         |
| 18. Mai 1980 – 24. Mai 1980 1 Woche | 1                                        | Dr. Hook                                 | Sexy Eyes                                | –                         |
| 25. Mai 1980 – 31. Mai 1980 1 Woche | 1                                        | Peaches & Herb                           | I Pledge My Love                         | –                         |
| 1. Juni 1980 – 12. Juli 1980 6 Wochen | 6                                        | The Brothers Johnson                     | Stomp                                    | –                         |
| 13. Juli 1980 – 19. Juli 1980 1 Woche | 1                                        | Lipps, Inc.                              | Funkytown                                | –                         |
| 20. Juli 1980 – 16. August 1980 4 Wochen (insgesamt 7) | 7                                        | Ritz                                     | Locomotion                               | –                         |
| 17. August 1980 – 23. August 1980 1 Woche | 1                                        | Major Matchbox                           | Rockabilly Rebel                         | –                         |
| 24. August 1980 – 13. September 1980 3 Wochen (insgesamt 7) | 7                                        | Ritz                                     | Locomotion                               | –                         |
| 14. September 1980 – 11. Oktober 1980 4 Wochen | 4                                        | UB40                                     | Food for Thought                         | –                         |
| 12. Oktober 1980 – 1. November 1980 3 Wochen | 3                                        | Diana Ross                               | Upside Down                              | –                         |
| 2. November 1980 – 29. November 1980 4 Wochen | 4                                        | Stevie Wonder                            | Master Blaster (Jammin’)                 | –                         |
| 30. November 1980 – 20. Dezember 1980 3 Wochen | 3                                        | Pointer Sisters                          | He’s So Shy                              | –                         |
| 21. Dezember 1980 – 14. Februar 1981 8 Wochen | 8                                        | Joe Dolce                                | Shaddap You Face                         | –                         |

## Alben
| ← 1979 ← | Liste der Nummer-eins-Hits in Neuseeland | Liste der Nummer-eins-Hits in Neuseeland | Liste der Nummer-eins-Hits in Neuseeland | 1981 →                    |
| \| Zeitraum \| Wo. ges. \| Interpret \| Titel \| Zusätzliche Informationen \| \| (Zeitraum, Wochen auf Platz eins, Interpret, Titel, zusätzliche Informationen) \| \| \| \| \| \| ------------------------------------------------------------------------------ \| -------- \| -------------------------------- \| --------------------------------- \| ------------------------- \| \| 23. Dezember 1979 – 1. März 1980 10 Wochen (insgesamt 13) \| 13 \| Pink Floyd \| The Wall \| – \| \| 2. März 1980 – 15. März 1980 2 Wochen \| 2 \| Split Enz \| True Colours \| – \| \| 16. März 1980 – 5. April 1980 3 Wochen (insgesamt 13) \| 13 \| Pink Floyd \| The Wall \| – \| \| 6. April 1980 – 19. April 1980 2 Wochen \| 2 \| Fleetwood Mac \| Tusk \| – \| \| 20. April 1980 – 10. Mai 1980 3 Wochen (insgesamt 4) \| 4 \| Gheorghe Zamfir & Harry Van Hoof \| Music by Candlelight \| – \| \| 11. Mai 1980 – 17. Mai 1980 1 Woche (insgesamt 3) \| 3 \| Tom Petty & the Heartbreakers \| Damn the Torpedos \| – \| \| 18. Mai 1980 – 24. Mai 1980 1 Woche (insgesamt 4) \| 4 \| Gheorghe Zamfir & Harry Van Hoof \| Music by Candlelight \| – \| \| 25. Mai 1980 – 7. Juni 1980 2 Wochen (insgesamt 3) \| 3 \| Tom Petty & the Heartbreakers \| Damn the Torpedos \| – \| \| 8. Juni 1980 – 5. Juli 1980 4 Wochen \| 4 \| Mi-Sex \| Space Race \| – \| \| 6. Juli 1980 – 16. August 1980 6 Wochen \| 6 \| Willie Nelson \| Stardust \| – \| \| 17. August 1980 – 30. August 1980 2 Wochen \| 2 \| Neil Young \| Live Rust \| – \| \| 31. August 1980 – 6. September 1980 1 Woche \| 1 \| Roxy Music \| Flesh + Blood \| – \| \| 7. September 1980 – 13. September 1980 1 Woche \| 1 \| Kiss \| Unmasked \| – \| \| 14. September 1980 – 20. September 1980 1 Woche (insgesamt 3) \| 3 \| Bob Marley & the Wailers \| Uprising \| – \| \| 21. September 1980 – 27. September 1980 1 Woche \| 1 \| XTC \| Black Sea \| – \| \| 28. September 1980 – 11. Oktober 1980 2 Wochen (insgesamt 3) \| 3 \| Bob Marley & the Wailers \| Uprising \| – \| \| 12. Oktober 1980 – 25. Oktober 1980 2 Wochen (insgesamt 3) \| 3 \| David Bowie \| Scary Monsters (And Super Creeps) \| – \| \| 26. Oktober 1980 – 1. November 1980 1 Woche \| 1 \| Supertramp \| Paris \| – \| \| 2. November 1980 – 8. November 1980 1 Woche (insgesamt 3) \| 3 \| David Bowie \| Scary Monsters (And Super Creeps) \| – \| \| 9. November 1980 – 13. Dezember 1980 5 Wochen \| 5 \| Barbra Streisand \| Guilty \| – \| \| 14. Dezember 1980 – 24. Januar 1981 6 Wochen \| 6 \| Kenny Rogers \| Greatest Hits \| – \| |                                          |                                          |                                          |                           |
| ← 1979 |                                          |                                          |                                          | → 1981 →                  |
| Zeitraum | Wo. ges.                                 | Interpret                                | Titel                                    | Zusätzliche Informationen |
| (Zeitraum, Wochen auf Platz eins, Interpret, Titel, zusätzliche Informationen) |                                          |                                          |                                          |                           |
| 23. Dezember 1979 – 1. März 1980 10 Wochen (insgesamt 13) | 13                                       | Pink Floyd                               | The Wall                                 | –                         |
| 2. März 1980 – 15. März 1980 2 Wochen | 2                                        | Split Enz                                | True Colours                             | –                         |
| 16. März 1980 – 5. April 1980 3 Wochen (insgesamt 13) | 13                                       | Pink Floyd                               | The Wall                                 | –                         |
| 6. April 1980 – 19. April 1980 2 Wochen | 2                                        | Fleetwood Mac                            | Tusk                                     | –                         |
| 20. April 1980 – 10. Mai 1980 3 Wochen (insgesamt 4) | 4                                        | Gheorghe Zamfir & Harry Van Hoof         | Music by Candlelight                     | –                         |
| 11. Mai 1980 – 17. Mai 1980 1 Woche (insgesamt 3) | 3                                        | Tom Petty & the Heartbreakers            | Damn the Torpedos                        | –                         |
| 18. Mai 1980 – 24. Mai 1980 1 Woche (insgesamt 4) | 4                                        | Gheorghe Zamfir & Harry Van Hoof         | Music by Candlelight                     | –                         |
| 25. Mai 1980 – 7. Juni 1980 2 Wochen (insgesamt 3) | 3                                        | Tom Petty & the Heartbreakers            | Damn the Torpedos                        | –                         |
| 8. Juni 1980 – 5. Juli 1980 4 Wochen | 4                                        | Mi-Sex                                   | Space Race                               | –                         |
| 6. Juli 1980 – 16. August 1980 6 Wochen | 6                                        | Willie Nelson                            | Stardust                                 | –                         |
| 17. August 1980 – 30. August 1980 2 Wochen | 2                                        | Neil Young                               | Live Rust                                | –                         |
| 31. August 1980 – 6. September 1980 1 Woche | 1                                        | Roxy Music                               | Flesh + Blood                            | –                         |
| 7. September 1980 – 13. September 1980 1 Woche | 1                                        | Kiss                                     | Unmasked                                 | –                         |
| 14. September 1980 – 20. September 1980 1 Woche (insgesamt 3) | 3                                        | Bob Marley & the Wailers                 | Uprising                                 | –                         |
| 21. September 1980 – 27. September 1980 1 Woche | 1                                        | XTC                                      | Black Sea                                | –                         |
| 28. September 1980 – 11. Oktober 1980 2 Wochen (insgesamt 3) | 3                                        | Bob Marley & the Wailers                 | Uprising                                 | –                         |
| 12. Oktober 1980 – 25. Oktober 1980 2 Wochen (insgesamt 3) | 3                                        | David Bowie                              | Scary Monsters (And Super Creeps)        | –                         |
| 26. Oktober 1980 – 1. November 1980 1 Woche | 1                                        | Supertramp                               | Paris                                    | –                         |
| 2. November 1980 – 8. November 1980 1 Woche (insgesamt 3) | 3                                        | David Bowie                              | Scary Monsters (And Super Creeps)        | –                         |
| 9. November 1980 – 13. Dezember 1980 5 Wochen | 5                                        | Barbra Streisand                         | Guilty                                   | –                         |
| 14. Dezember 1980 – 24. Januar 1981 6 Wochen | 6                                        | Kenny Rogers                             | Greatest Hits                            | –                         |